# 斯普特尼克群島
斯普特尼克群島（英語：Sputnik Islands），是南極洲的群島，位於維多利亞地的彭內爾海岸，處於奇塔姆角和威廉斯角之間，由蘇聯的探險隊測量，現時由南極條約體系管理。